# Sophie Thun
Sophie Thun (geb. 1985 in Frankfurt am Main) ist eine deutsch-polnische Künstlerin. Sie arbeitet hauptsächlich mit den Möglichkeiten der analogen Fotografie. Zurzeit ist sie Interimsprofessorin für Fotografie an der Kunstakademie Düsseldorf.

## Herkunft und Ausbildung
Sophie Thun kam 1985 in Frankfurt am Main zur Welt. Sie wuchs in Warschau auf, studierte bis 2010 an der Krakauer Akademie unter anderem bei Agata Pankiewicz und Jacek Gaj Kunst, bis 2017 absolvierte sie ein Masterstudium an der Akademie der bildenden Künste Wien bei Martin Guttmann und Daniel Richter.

## Werk
Zu Beginn ihres künstlerischen Schaffens beschäftigte sich Sophie Thun schwerpunktmäßig mit klassischer Malerei. Heute arbeitet sie vor allem mit der Analogfotografie, zentral für sie sind die Räume, die Ausbelichtung, die technischen und chemischen Prozesse sowie die Produktions- und Ausstellungsbedingungen.
Häufig stellt sie sich in ihren Fotografien selbst dar, sie bildet sich mehrfach ab, immer wieder Mise en abyme, in positiver und negativer Form, mit dem Selbstauslöser in der Hand, Collagen aus Fotografien. Wichtig sind ihr 1:1-Abbildungen, so hängen riesige Bahnen aus Fotopapier von der Decke mit lebensgroßen Fotogrammen als Hintergründe und Projektionsflächen, das Fotopapier ist mindestens so groß, wie das dargestellte Objekt. Ein entscheidender Teil des Kunstprozesses findet in der Dunkelkammer statt, wo sie direkt auf das lichtempfindliche Papier einwirkt. Die Artefakte werden zerschnitten, aufgespalten und multipliziert und schließlich in komplexen Arrangements neu kombiniert.
2020 erstellte sie gemeinsam mit İpek Hamzaoğlu und Laura Nitsch den Film This year’s girl.

„Sophie Thun fordert mit ihren Arbeiten die Grenzen des traditionellen fotografischen Prozesses heraus und stellt eine tiefgehende Auseinandersetzung mit der (Technologie-) Geschichte der analogen Fotografie dar. Zudem sind ihre Bilder und Installationen nicht nur das Ergebnis analogen Fotografierens, sondern reflektieren das Medium auch als lebendigen Prozess. Seitdem Thun 2014 zum ersten Mal die Kamera auf sich gerichtet hat, ist sie zeitgleich Autorin, Model und Produzentin ihrer Fotografien. In diesen exponiert sie sich und ihren Körper und nimmt so Bezug auf den weiblichen Akt in der Kunstgeschichte. […] Ihre emanzipatorische Herangehensweise stellt sie in die Tradition wegweisender westlicher Künstlerinnen und trägt zu einer fortlaufenden Diskussion über Selbstbestimmung und die Repräsentation des weiblichen Körpers bei.“

„Sophie Thun hat die Jury mit einem komplexen, fotografischen Werk überzeugt. Raffiniert überlagert sie mit einer analogen Fototechnik verschiedene Realitäten und verknüpft die Konstruktion des Bildes mit der Konstruktion des Selbst. Häufig inszeniert sie ihren Körper, erzeugt Abdrücke, Schatten und Spuren, die zu vielschichtigen Bildarrangements ausgebaut werden. Darüber hinaus verdichten sich in vielen Arbeiten historische, räumliche und theoretische Referenzen.“

Sophie Thun lebt und arbeitet in Wien, derzeit [2025] ist sie Interimsprofessorin für Fotografie an der Kunstakademie Düsseldorf.

## Auszeichnungen
- 2025: Hans-Purrmann-Preis
- 2024: Otto-Breicha-Preis[5]
- 2024: Förderpreis beim Preis der Stadt Wien für Bildende Kunst

## Ausstellungen (Auswahl)
- 2024: „Zwischen Licht und Wand“, Museum der Moderne Salzburg[1]
- 2024: „What do you do in bed?“, Gdańska Galeria Miejska, Danzig
- 2024: „Stolberggasse zu Friedrichstraße zu Grabbeplatz“, Kunsthalle Düsseldorf[6]
- 2024: „the uncontrolled aspect of rushing into position“, Sophie Tappeiner, Wien
- 2023: „Leaking Times“, Cukrarna (Museum und Galerie, Ljubljana)[7]
- 2021: „Songs of Experience“ (Gruppenausstellung) im Museo d’Arte Contemporanea di Roma[8]
- 2022: „Working Title“, Galeria Madragoa, Lissabon
- 2022: „Trails and Tributes“, Kunstverein Hildesheim
- 2022: „Merge Layers“, Sophie Tappeiner, Wien
- 2021: „SHIFTS (RAL5014)“, Rosa Stern Space, München
- 2021: Förderstipendiums des DZ Bank Work Grant, Art Foyer, Frankfurt[9]
- 2021: „I don’t Remember a Thing. Entering the Elusive Estate of ZDZ“, Contemporary Art Center, Riga
- 2020: „Stolberggasse“, Wiener Secession, Wien
- 2020: „Room Tour“ gemeinsam mit Karolina Jablońska, Galeria Raster, Warschau, C/O, Berlin[3]
- 2019: „Interiors of Photography“, Camera Austria, Graz
- 2019: „Extended Double Release“, Galerie 52, Folkwang Universität der Künste, Essen
- 2019: „After Hours“, Sophie Tappeiner, Wien
- 2018: „Les Rencontres d’Arles“, Arles
- 2018: „Double Release“, Sophie Tappeiner, Wien